# 阪急电车
《阪急电车》（日语：阪急電車）是日本小說家有川浩撰寫的短篇小說集，插画由徒花Sukumo所繪。日文版單行本由幻冬舍發行，文庫本則由幻冬舍文庫發行；繁體中文版由時報文化代理出版；简体中文版由99读书人代理发行，山东文艺出版社出版。
由小說改編的同名電影《阪急電車 單程15分鐘的奇蹟》（日语：阪急電車 片道15分の奇跡）於2011年4月29日在日本上映。

## 作品簡介
阪急今津線始發於寶塚市的寶塚站，途經西宮市的西宮北口站，並最終抵達今津站。這是一條短途線路，從既是神戶本線的中轉站但行駛路線卻與前者大相逕庭的西宮北口站直到寶塚站，所需時間僅為14分鐘。本作品的舞台便架設在寶塚—西宮北口之間的8個車站上，以1趟來回講述一個故事的形式，描摩了發生在今津線乘客們之間的形形色色的片段。全書共由16個短篇組成。
本作發表於幻冬舍的隔月刊文藝雜誌《papyrus》，共分為6次先後進行連載。
有川的不少作品都採用了與近未來、軍事、怪獸相關的設定，但本作中卻未包含上述任何要素，而始終以現實的日常生活為背景。據說出身於高知縣的作者在大學時代便租住於今津線沿線，對今津線懷有最為深刻的感情，因而將這裡作為了小說的舞台。
2008年4月，在MBS廣播的『謝謝，我是浜村淳』節目的「謝謝你家庭劇場」欄目中，播放了為期2周的廣播連續劇。
2008年7月起，由村山涉在網絡漫畫雜誌《MAGNA》上連載本作的漫畫版，後由於停刊而移至《COMIC BIRZ》。

## 連載信息
小說中各章站名后需再加上（开往西宫北口方向）才是正式名称，但在此加以省略。
- 宝塚站 / 宝塚南口站（《papyrus》11号〈2007年2月〉）
- 逆濑川站（《papyrus》12号〈2007年4月〉）
- 小林站（《papyrus》13号〈2007年6月〉）
- 仁川站（《papyrus》14号〈2007年8月〉）
- 甲东园站（《papyrus》15号〈2007年10月〉）
- 门户厄神站 / 西宫北口站（终点）（《papyrus》16号〈2007年12月〉）

## 出版信息
单行本
幻冬舍、2008年1月22日
- ISBN 978-4-34401450-3

文库版
幻冬舍文库、2010年8月5日
- ISBN 978-4-344-41513-3

繁體中文版
時報文化、2011年7月3日
- ISBN 978-957-13-5399-9

简体中文版
99读书人·山东文艺出版社、2014年4月
- ISBN 978-7-5329-4384-5

## 電影
《阪急電車 單程15分鐘的奇蹟》，2011年4月29日上映的電影，根據原著小說《阪急電車》改編製作。由中谷美紀主演，戶田惠梨香等參加演出。以阪急电铁及宝塚歌剧团为首的阪急阪神控股旗下约30家企业将提供赞助，并由同为阪急阪神控股旗下的关西电视台制作部的三宅喜重担任导演。这也是关西电视台的员工首次负责导演一职。剧本为冈田惠和。
電影演員大多為關西出身，眾多著名關西演員也客串演出。電影主題曲《月台》也是由關西出身的aiko演唱。
本片於2011年4月29日起在日本全國的83家東寶系統電影院上映，但在全國正式上映之前，就已於4月23日在關西地區的23個電影院進行搶先首映，並在兩天之內票締造4万4,166人的觀眾人次與5,815万4,800日圓的票房，列首週票房收入排行榜第7名。第二週播映地區擴大至全日本80多家電影院之後，票房收入也躍至第6位。雖然只侷限在東寶系統的電影院播映，上映規模較小，但仍然取得頗為成功的票房。

### 演員
- 高瀨翔子 - 中谷美紀
- 森岡美沙 - 戶田惠梨香（兵庫縣出身）
- 伊藤康江 - 南果步（兵庫縣出身）
- 權田原美帆 - 谷村美月（大阪府出身）
- 門田悅子 - 有村架純（兵庫縣出身）
- 萩原亞美 - 蘆田愛菜（兵庫縣出身）
- 小坂圭一 - 勝地涼
- 勝也 - 小柳友
- 真弓 - 相武紗季（友情演出）（兵庫縣出身）
- 羽田健介 - 鈴木亮平（友情演出）（兵庫縣出身）
- 婚宴的會場負責人 - 大杉漣（特別演出）
- 小峰比奈子 - 安惠
- 小林車站的站員 - 菊池均也
- 門田悦子的朋友 - 森田涼花（京都府出身）
- 樋口翔子 - 高須瑠香（大阪府出身）
- 健吾 - 高橋努
- 遠山龍太 - 玉山鐵二（京都府出身）
- 萩原時江 - 宮本信子（年輕時期的時江 - 黑川芽以）

### 製作
- 脚本 - 岡田惠和
- 導演 - 三宅喜重（關西電視臺）
- 音樂 - 吉俣良
- 製作 - 福井澄郎、松下康、見城徹、角和夫、桐畑敏春、中村仁、越智常雄
- 首席製片人 - 重松圭一（關西電視臺）
- 製片人 - 沖貴子（關西電視臺）、田村勇氣（電通）
- 執行製片 - 岩本勤
- 攝影 - 池田英孝
- 照明 - 原田洋明
- 錄音 - 郡弘道
- 美術 - 松本知惠
- 装飾 - 藤田徹
- VE - 吉岡辰沖
- 服飾 - 会田昌子
- 髮型 - 清水惇子
- 記錄 - 木村晃子
- 剪輯 - 普嶋信一
- 製作 - 「阪急電車」製作委員會（關西電視臺、電通、幻冬舍、阪急電鐵、PONY CANYON、讀賣新聞社、讀賣電視臺）
- 製作公司 - Cocoon
- 配給 - 東寶

#### 主題曲
- aiko（大阪府出身）「月台」（PONY CANYON）

### 衍生影集
《阪急電車〜單程15分鐘的奇蹟〜 征志與雪的物語》為2011年4月1日至29日每週五全5話於auLISMO 頻道上傳。また、2011年5月1日の25:40 - 26:10に同番組が関西テレビにて放送された。

#### 演員
- 征志：永井大
- 雪：白石美帆

#### 製作
- 監督・脚本：宮崎曉夫
- 製作：KDDI、關西電視臺
- 主題歌：SAY「Tears On Earth」(EMI MUSIC JAPAN)

## 关连项目
- 阪急电铁

## 注解
1. 1 2  .   [2011-05-11]. （原始内容存档于2011-04-30）.
2. ↑  中谷美纪《阪急电车》挑大梁，化身“铁路电影”女王 （页面存档备份，存于） 2010年8月4日
3. ↑  电影《阪急电车》 关西电视首次“员工导演” 的存檔，存档日期2010-09-14.  2010年9月7日
4. ↑  [.   [2011-05-11]. （原始内容存档于2011-05-14）. ]